# José Marengo
José Antonio Marengo Orsini é um cientista peruano radicado há mais de vinte anos no Brasil, destacando-se principalmente no estudo do aquecimento global.
Graduou-se em Física e Meteorologia na Universidade Nacional Agrária La Molina do Peru, pós-graduou-se em Engenharia de Recursos da Água e da Terra na mesma universidade, e obteve seu doutorado em Meteorologia na Universidade de Wisconsin. Desenvolveu estudos pós-doutorais no Goddard Institute for Space Studies da NASA e nas universidades de Colúmbia e da Flórida.
José Marengo tem desenvolvido importante atividade no campo do aquecimento global. É cientista senior e professor titular do Instituto Nacional de Pesquisas Espaciais (INPE), coordenando do Grupo de Estudos e Pesquisas em Mudanças Climáticas, além de ter sido coordenador científico da previsão climática e chefe da divisão de Ciência Natural do Centro de Ciência do Sistema Terrestre do INPE. Há muitos anos é membro da equipe do Painel Intergovernamental sobre Mudanças Climáticas (IPCC), participando da elaboração de seus relatórios e sendo recipiente, junto com o grupo, do Prêmio Nobel da Paz de 2007. Foi co-presidente da Força-Tarefa de Apoio sobre Dados e Cenários para Avaliação de Impacto e Clima (TGICA) do Quarto Relatório do IPCC e o único representante brasileiro que participou da redação da versão final do Sumário para Formuladores de Políticas. É um dos quatro autores principais do Grupo de Trabalho I do Quinto Relatório, e foi um dos coordenadores do capítulo sobre a América do Sul e Central.
É membro de vários outros painéis e grupos de trabalho de alto nível sobre as mudanças climáticas no Brasil e no exterior, como o Global Water System Project, o Variability of the American Monsoon Systems, do grupo de trabalho Climate and Ocean: Variability, Predictability and Change (VAMOS-CLIVAR), vinculado ao World Climate Research Programme, e a Rede Brasileira de Pesquisas sobre Mudanças Climáticas Globais (Rede Clima). Representa a Rede Clima no Conselho Diretor do Painel Brasileiro de Mudanças Climáticas, sendo um dos autores do Primeiro Relatório de Avaliação Nacional sobre Mudanças Climáticas. Ocupa ainda o cargo de chefe da Divisão de Pesquisas do Centro Nacional de Monitoramento e Alertas de Desastres Naturais, vinculado ao Ministério da Ciência, Tecnologia e Inovação. É membro titular da Academia Brasileira de Ciências e da Academia de Ciências do Estado de São Paulo. Tem vasta bibliografia científica publicada e tem sido um importante interlocutor com a sociedade a respeito dos desafios colocados pelo aquecimento global, sendo frequentemente entrevistado por veículos de grande circulação e convidado para dar palestras. Ele expressou suas preocupações sobre o problema do clima em entrevista de 2014, sintetizando a opinião do IPCC e o consenso da comunidade científica internacional:
"O principal recado é que já chegou o tempo de agir e não dá para esperar mais. Se nada for feito nas próximas duas décadas, poderá não ser mais possível fazer adaptação. Os riscos dos impactos das mudanças climáticas são como uma doença, que se for diagnosticada e tratada no começo é possível, em alguns casos, até curá-la. Mas se for diagnosticada e tratada no estágio final, ainda que se tenha todos os recursos, se ela estiver fora de controle não há mais como tratá-la e curá-la. Não há como combater as mudanças climáticas, porque o aquecimento vai continuar. Mas é possível ao menos atenuar seus efeitos".